# Kazimieras Meilius
Kazimieras Meilius (* 8. Dezember 1958 in Rimšėnai, Rajongemeinde Ignalina; † 28. März 2017 in Vilnius) war ein litauischer Kirchenrechtler, Professor der Mykolas-Romer-Universität und Priester.

## Biografie
Nach dem Abitur von 1964 bis 1976 an der Mittelschule Ignalina  absolvierte Kazimieras Meilius das Priesterseminar Kaunas und 1996 das Studium an dem Institut für Zivil- und Kanonisches Recht der Päpstlichen Lateranuniversität in Rom und promovierte 1999 im Kirchenrecht, Doktor des kanonischen Rechts.
Ab 1996 war er Vizeoffizial des Offizialats des Erzbistums Vilnius. Von 1999 bis 2003 war er Hochschullehrer an der Pädagogischen Universität Vilnius, von 1999 bis 2008 an der Vytautas-Magnus-Universität Kaunas  in Kaunas und von 2000 an der Rechtsuniversität von Litauen (ab 2004 MRU) in der litauischen Hauptstadt Vilnius. Ab 2006 lehrte er als Professor.